# 威斯托克
威斯托克（Wietstock）是德國梅克倫堡-前波莫瑞州前波莫瑞-格來斯瓦德郡的一個村莊。它是阿爾特維希斯哈根市的一部分。在2011年1月1日之前，它是一個獨立的自治市。